# Gentiana lineolata
Gentiana lineolata är en gentianaväxtart som beskrevs av Adrien René Franchet. Gentiana lineolata ingår i släktet gentianor, och familjen gentianaväxter. Inga underarter finns listade i Catalogue of Life.